# Große Kappe
Die Große Kappe ist ein mindestens 572,5 m ü. NHN hoher Ostausläufer des Bilsteins (641,2 m), dem zweithöchsten Berg des Kaufunger Waldes. Er liegt nahe Großalmerode unmittelbar am Ostrand des Gutsbezirks Kaufunger Wald im nordhessischen Werra-Meißner-Kreis.

## Geographische Lage
Die Große Kappe erhebt sich im Geo-Naturpark Frau-Holle-Land (Werratal.Meißner.Kaufunger Wald). Ihr Gipfel liegt 3,3 km nordnordöstlich der Kernstadt von Großalmerode sowie 3,5 km südlich von Roßbach und 3,6 km südsüdwestlich von Dohrenbach, zwei Witzenhausener Ortsteilen; die Witzenhausener Kernstadt befindet sich 7,4 km nordnordöstlich. Etwa 730 m südöstlich des Gipfels liegt der als Naturdenkmal ausgewiesene Rote See, ein ehemaliger Basaltsteinbruch, und im östlich gelegenen Gelstertal verläuft 2,8 km vom Gipfel entfernt die Bundesstraße 451. Auf der vollständig bewaldeten Kuppe breiten sich Teile des Fauna-Flora-Habitat-Gebiets Werra- und Wehretal (FFH-Nr. 4825-302; 244,8191 km²) aus. Nach Norden hin erstreckt sich als langer Ausläufer die 463,5 m hohe Kleine Kappe.

## Naturräumliche Zuordnung
Die Große Kappe gehört, wie auch der Bilstein, in der naturräumlichen Haupteinheitengruppe Osthessisches Bergland (Nr. 35) und in der Haupteinheit Fulda-Werra-Bergland (357) zu den Naturräumen Hinterer Kaufunger Wald (357.72) im Norden und Kaufunger Wald-Hochfläche (Vorderer Kaufunger Wald) (357.71) im Süden; die Grenze beider zur Untereinheit Kaufunger Wald und Söhre (357.7) gehörenden Naturräume verläuft über beider Gipfel.

## Berghöhe
Die Große Kappe ist mindestens 572,5 m ü. NHN hoch. Wenige Meter nordöstlich ihres Gipfels ist in topographischen Kartendiensten des Bundesamts für Naturschutz (BfN) auf einem Waldweg/-pfad eine 570,8 m hohe Kote verzeichnet, die gewöhnlich mit rund 571 m angegeben wird.

## Fließgewässer
Auf dem Nordosthang der Großen Kappe findet sich etwa 350 m nördlich des Roten Sees auf 540 m Höhe die Quelle des westlichen Quellarms des (zweiten) Fahrenbachs. Die Quelle des Mittelbachs liegt am Fuß des Nordwesthangs etwa 400 m vom Gipfel entfernt auf etwa 440 m Höhe.